# Aïn Ben Tili
Aïn Ben Tili (àrab: عين بن تيلي, ʿAyn ibn Tīlī) és un poble situat a l'extrem nord de Mauritània, que limita amb el Sàhara Occidental i el poble de Bir Lehlou. També es troba a poques hores amb cotxe de la ciutat de Tinduf, a Algèria.
La regió és absolutament desèrtica amb unes condicions geogràfiques i climàtiques difícils i fins i tot hostils (allunyament, aridesa extrema, clima tòrrid, etc.) i la població està representada per unes desenes de persones que viuen en condicions d'extrema pobresa. És un dels pobles més oblidats de la República de Mauritània, on la seguretat està lluny d'estar garantida.
L'últim prefecte d'aquest departament va ser el comandant Soueidatt Ould Weddad, nascut l'any 1934, oficial de paracaigudistes, mort a Ain Ben Tili el 19 de gener del 1976. Està enterrat a l'entrada del Fort.

## Geografia administrativa
El districte d'Ain Ben Tili va ser establert com a departament l'any 1975 i depèn de wilaya (regió) de Tiris Zemmour.
El primer i únic prefecte conegut per aquest departament va ser el comandant Soueidatt.